# Mönchstraße 46 (Stralsund)
Das Gebäude Mönchstraße 46 in Stralsund ist ein denkmalgeschütztes Bauwerk in der Mönchstraße, Ecke Böttcherstraße.

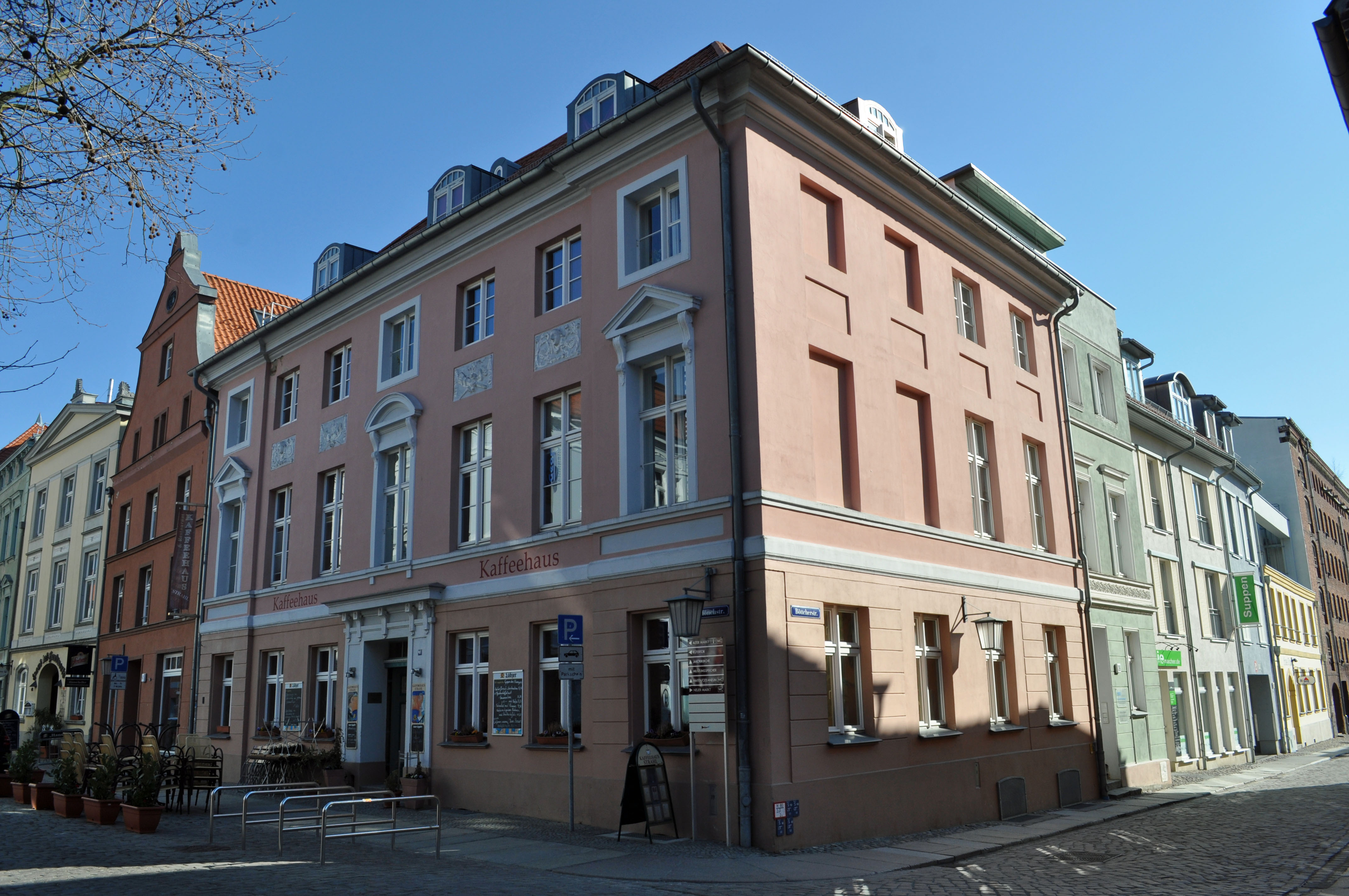
Haus Mönchstraße 46 in Stralsund (2012)

Der zweieinhalbgeschossige, siebenachsige Bau wurde um 1800 errichtet. Die Fassade ist klassizistisch gestaltet und symmetrisch gegliedert. Die beiden äußeren Achsen sind zur Mönchstraße leicht vorgezogen. Zur Böttcherstraße ist das Gebäude vierachsig. Eine umlaufende Putznutung trennt das Erdgeschoss vom ersten Obergeschoss. Die Fenster zur Mönchstraße sind zudem mit auf Konsolen gelagerten Dreiecksverdachungen verziert. Das ebenfalls eine Konsolverdachung tragende Portal ist mittig angeordnet.
Das Haus im Kerngebiet des von der UNESCO als Weltkulturerbe anerkannten Stadtgebietes des Kulturgutes „Historische Altstädte Stralsund und Wismar“ ist in die Liste der Baudenkmale in Stralsund eingetragen.